# Rüde
Rüde (tiếng Đan Mạch: Ryde) là một đô thị thuộc huyện Schleswig-Flensburg, trong bang Schleswig-Holstein, nước Đức. Đô thị Rüde có diện tích 6,1 km², dân số thời điểm 31 tháng 12 năm 2006 là 359 người.